# Charles Régismanset
Charles Henri Eugène Régismanset (Carcassonne, 22 de junho de 1877 - 5 de janeiro de 1945 (67 anos)), foi um escritor e funcionário público francês.

## Percurso de vida
Originário de uma família em Aude, Charles Régismanset, doutor em direito e graduado pela Escola Livre de Ciências Políticas (seção diplomática), foi durante grande parte de sua vida um alto funcionário do Ministério das Colônias. 
De 1901 a 1903, cumpriu missão na Etiópia. Embora liberado de qualquer obrigação militar e apesar de sua idade, ele se alistou em março de 1915, sendo promovido, em junho, a segundo-tenente (e então tenente em 1917) do 13º Batalhão de Infantaria de Montanha. 
Ferido em Somme em 1916, foi intimado e obteve a Croix de Guerre. Em 1917 foi nomeado cavaleiro da Legião de Honra, promovido a oficial em 1932. 
Membro da Academia de Ciências Coloniais em 1922, foi nomeado diretor da Agência Geral Colonial entre 1924 e 1926. Ele é então o encarregado de instalar e organizar os tribunais que julgam questões estrangeiras do distrito de Aleppo (Norte da Síria). Em seguida, foi nomeado Inspetor-Geral de Justiça do Estado da Síria e Procurador-Geral do Tribunal de Cassação do Estado da Síria.
Ele também era um homem de letras completo: poeta, romancista, e até filósofo, com sua Filosofia dos perfumes, que Rémy de Gourmont apreciava. Seus aforismos ou máximas testemunham uma grande sutileza de espírito. Rachilde e Natalie Clifford Barney mantiveram correspondência com ele. Além disso, ele é um dos primeiros a ter escrito no gênero de "literatura exótica" (1911).

## Obras
- Em direção ao Equador. Sensações coloniais , J. André, 1900
- Mulher com criança, romance, 1904
- Reflexões, reflexões, paisagens, poesia, Albert Messein, 1906
- Competição das colônias à metrópole, com Louis Cario, 1906
- Contradições, 1ª série . Máximas, Edward Sansot, 1906
- L'Ascète, romance, Sansot, 1906 (auto-dirigido)
- Tybert, Sansot, final de 1906
- Filosofia dos perfumes, Ensaios. Sansot, 1907
- Ensaio sobre a colonização, Société du Mercure de France, 1907 (sob o pseudônimo de Carl Siger), reproduzido em : coll. "Questões coloniais", Paris, Larose, 1912
- O Guardião do Silêncio, Poemas. Sansot, 1908
- Contradições, 2ª série. Sansot, 1909.
- Novas Contradições, 3ª série . Sansot, 1911.
- Exotismo, literatura colonial, com Louis Cario, Paris, Mercure de France, 1911
- La Vaine Chanson, A. Messein, 1912
- O Benfeitor da Cidade, Sansot, 1912

- Recebe o Prix Bordin da Academia Francesa em 1913
- Les Lauriers Salis, Roman. Sansot, 1913.
- The Bloody Shadow, Poems. Bernart Grasset, 1919.
- Um louco entre os homens (Paris antes da guerra), Roman. Sansot, 1920
- O milagre francês na Ásia, xilogravuras de Claude-René Martin, G. Crès, 1921
- O Livro dos Meus Amigos (Contradições, 4ª série ). Sansot, 1921
- 8 dias na Exposição Colonial de Marselha, G. Crès, 1922
- Confissão de um pescador. Notícias bucólicas, ilustrado pelos editores CR Martin, G. e A. Mornay, 1922
- O que todo francês deve saber sobre nossas colônias, 1924
- Coroado pela Academia Goncourt [2], Éditions du Siècle, 1924
- Pobre século vinte! Ensaio sobre a estupidez desta época, G. Doin, 1938
- Novas contradições. Máximas e anedotas, G. Doin, 1939

## Citações
Pobre humanidade negra! Portanto, sejamos francos em admitir que, se cuidamos tanto de você, é porque você nos parece constituir uma reserva inesgotável de mão de obra... Queremos dizer que as raças africanas trazem o máximo. Queremos que as bolas de borracha, o marfim, abundem nos cais de Bordeaux ou de Le Havre, que o amendoim cresça, que o óleo de palma flua em abundância. Nada melhor. Mas o que a ciência, a justiça, o bem e, sobretudo, o progresso estão fazendo aqui? Não quero que a educação dos negros seja levada longe demais ... Enquanto as populações forem as mais fracas, elas admitirão os direitos dos mais fortes. No dia em que os "mais fortes" se desarmarem, no dia em que compreenderem a admirável mentira de todas essas abstrações, irão rapidamente - os Anamitas já nos dão um antegosto - denunciar este suposto "contrato de associação", se levantar contra a tutela e a exploração europeias. Assimilação irrealizável ou associação hipócrita, dois sistemas também em flagrante contradição com o fato.
Os países novos constituem um vasto campo aberto às atividades individuais, violentas, que nas metrópoles colidiriam com certos preconceitos, com uma concepção ajuizada e regrada da vida, e que nas colônias podem desenvolver-se mais livremente e, por conseguinte, afirmar melhor o seu valor. Assim, as colônias podem, até certo ponto, servir de válvula de segurança da sociedade moderna. Se esta utilidade fosse a única, seria imensa.
— Ensaio sobre a Colonização, 1907